# Kindeswohl (Film)
Kindeswohl (Originaltitel The Children Act) ist ein britisches Filmdrama von Richard Eyre, das im September 2017 im Rahmen des Toronto International Film Festivals seine Weltpremiere feierte und am 30. August 2018 in die deutschen Kinos kam. Der Film basiert auf dem gleichnamigen Roman des englischen Schriftstellers Ian McEwan.

## Handlung

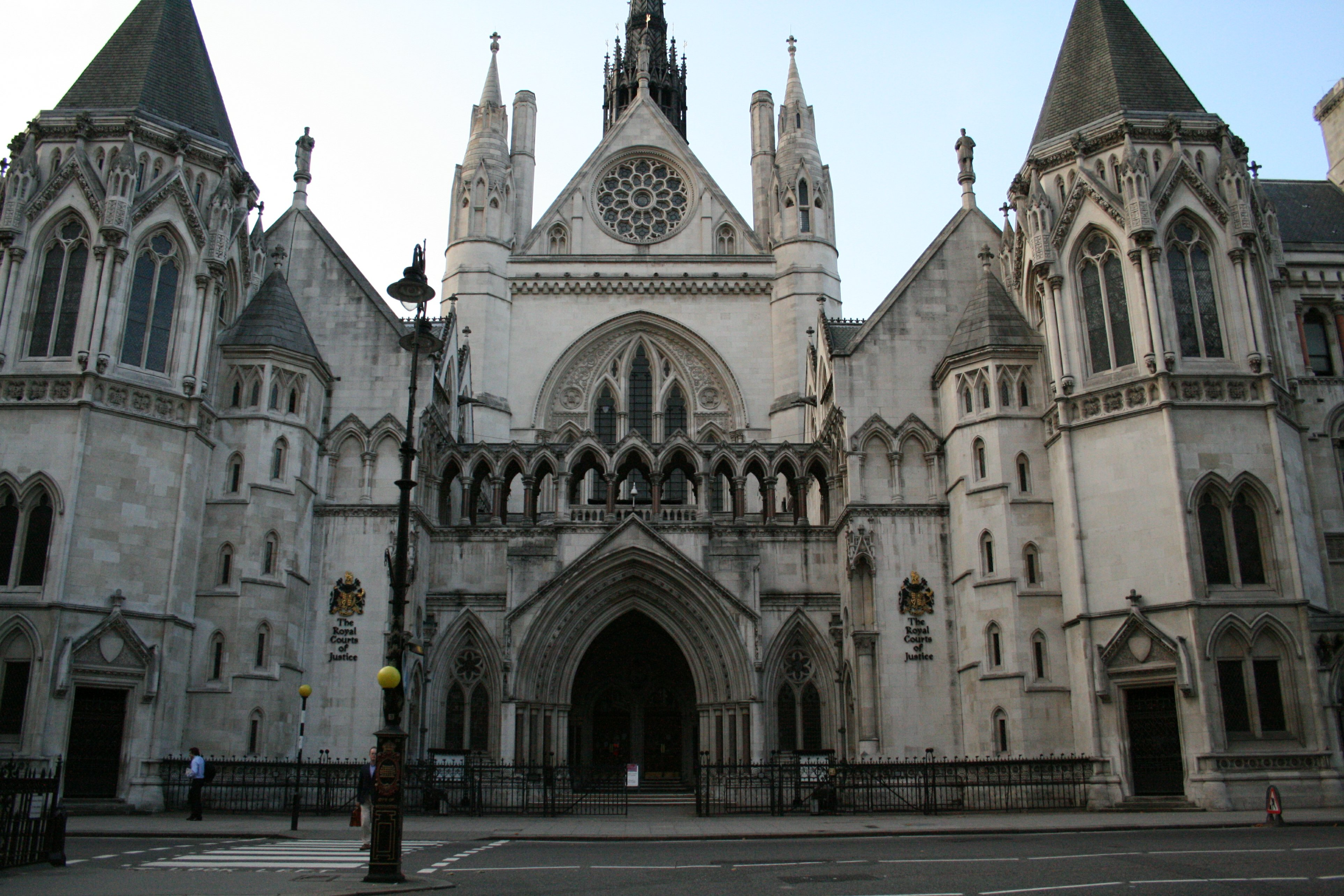
Die Dreharbeiten fanden unter anderem in den Gebäuden des Royal Courts of Justice in London statt, im Film die Wirkungsstätte von Fiona Maye

Anfangs entscheidet die Familienrichterin Fiona Maye, die am High Court of Justice in London tätig ist, über die Frage, ob ein siamesisches Zwillingspaar getrennt werden soll, obwohl dies für eines der Kinder den unvermeidlichen Tod bedeutet. Sie entscheidet sich für die Trennung, um dem zweiten Kind ein Leben zu ermöglichen, und wird von den Medien sowie den Kindeseltern dafür scharf angegriffen.
Fiona erfüllt ihr Amt sehr gewissenhaft, doch geht ihre Arbeit auf Kosten ihrer Ehe mit ihrem Mann Jack, der als Professor tätig ist. Da sie oft bis tief in die Nacht arbeitet, fühlt Jack sich vernachlässigt. Sie sind seit 30 Jahren zusammen, haben keine Kinder, und Jack weiß, dass ihre Arbeit immer Vorrang hat. Weil ihr Liebesleben seit fast einem Jahr eingeschlafen ist, kündigt er ihr offen an, dass er eine Affäre haben werde. Fiona nimmt das mit einigen Vorwürfen zur Kenntnis und erwägt eine Scheidung.
Der Streitfall, der den Film bestimmt, betrifft den Antrag einer Klinik, einem noch nicht ganz 18-jährigen leukämiekranken Jungen, Adam Henry, eine lebensrettende Bluttransfusion zu geben, obwohl er selbst, seine Eltern sowie die Zeugen Jehovas, denen sie angehören, dies aus religiöser Überzeugung ablehnen. Nach der Anhörung der unterschiedlichen Positionen und kurzer Diskussion kündigt Fiona an, sie werde Adam persönlich im Krankenhaus besuchen, um sich ein Bild davon zu machen, was wirklich seine ehrliche Meinung darüber sei.
Wie ihn bereits seine Eltern beschrieben haben, ist er eine außergewöhnliche Persönlichkeit und folgt auch nicht blindlings den Glaubensgrundsätzen seiner Eltern. Er glaubt aufrichtig, dass die von Gott geliebte Seele in seinem Blut wohnt und dass er mit einer Verunreinigung seines Bluts das heilige Geschenk des Lebens zurückweisen würde. Adam interessiert sich für Poesie und Musik, und weil er seine Gitarre mit in das Krankenhaus gebracht hat, singt Fiona dort für ihn das Volkslied Down by the Salley Gardens zu seinem Gitarrenspiel. Adam ist von ihrem Besuch tief beeindruckt und bittet sie, länger zu bleiben, als sie sich verabschiedet. Als sie später ihr Urteil fällt, folgt sie dem Grundsatz im Children Act, wonach das Kindeswohl stets das oberste Anliegen der Gerichte sein sollte. Sie stellt den Wert des Lebens über religiöse Überzeugungen und gestattet die Transfusion.
Nach Adams Heilung und Entlassung aus der Klinik zeigt sich, dass er leidenschaftlich auf Fionas Person fixiert ist. Da seine Glaubensgemeinschaft ihm fremd geworden ist und er sich von ihren Denkstrukturen löst, sieht er in ihrer humanistischen Welt einen neuen Weg für sich selbst, lässt darüber hinaus aber auch eine deutliche unvernünftige Verliebtheit für sie erkennen, zumal er sie als seine Lebensretterin betrachtet. Er übergibt ihr einen Stapel Briefe, in denen er ihr Fragen über alle möglichen Dinge stellt, die ihn bewegen. Sie ist von dieser Entwicklung abgestoßen und gibt ihm deutlich zu erkennen, dass sein Fall für sie abgeschlossen ist und sie keinen weiteren Kontakt wünsche, obwohl Adam und sein Schicksal sie sichtlich berührt haben.
Dennoch folgt er ihr – unter anderem während einer Dienstreise nach Newcastle – und äußert dort seinen Wunsch, als Hausdiener mit ihr und ihrem Mann zusammenzuleben. Mit seinen Eltern habe er nur noch Streit. Dass sie nicht an ihm interessiert sei, glaube er ihr nicht, da ihr Besuch an seinem Krankenbett etwas höchst Unübliches gewesen sei, wofür er gern den Grund wüsste. Sie schickt ihn kurzerhand zurück nach London. Dass sie dazu gezwungen ist, den jungen Mann, der sie offenbar beeindruckt, so oft zurückzuweisen, geht ihr sehr nahe, das Zerbrechen ihrer eigenen Ehe nimmt ihr einen Teil ihrer Selbstsicherheit.
Während eines weihnachtlichen Konzerts, bei dem sie einen singenden Kollegen am Klavier begleitet, wird ihr eine Notiz gereicht: Adam habe einen schweren Rückfall erlitten, liege im Krankenhaus, verweigere jede Behandlung und werde wahrscheinlich noch in derselben Nacht sterben. Sie übersteht das Konzert mit Mühe und Not, spielt und singt aber statt der verabredeten Zugabe spontan das Lied, das sie an Adams Krankenbett gesungen hatte. Dann stürzt sie aus dem Saal und läuft im Abendkleid durch den Regen zum Krankenhaus.
Adam ist von der Krankheit schwer gezeichnet und kann kaum noch sprechen. Fiona will ihm neuen Lebensmut einflößen, indem sie ihm seine eigenen Träume erneut ausmalt, doch Adam macht deutlich, dass er jetzt, als Volljähriger, frei entscheidet. Kurz darauf stirbt er.
Als Jack sieht, wie sehr Fiona leidet, lässt er alle Konflikte fallen und bittet sie, ihm die gesamte Geschichte zu erzählen. Sie scheinen dabei ihre Liebe zueinander neu zu finden. Gemeinsam wohnen sie Adams Beerdigung bei und verlassen den Friedhof.

## Produktion
„Er muss vor seiner Religion und vor sich selbst geschützt werden … Nach meiner Überzeugung ist sein Leben mehr wert als seine Würde.“

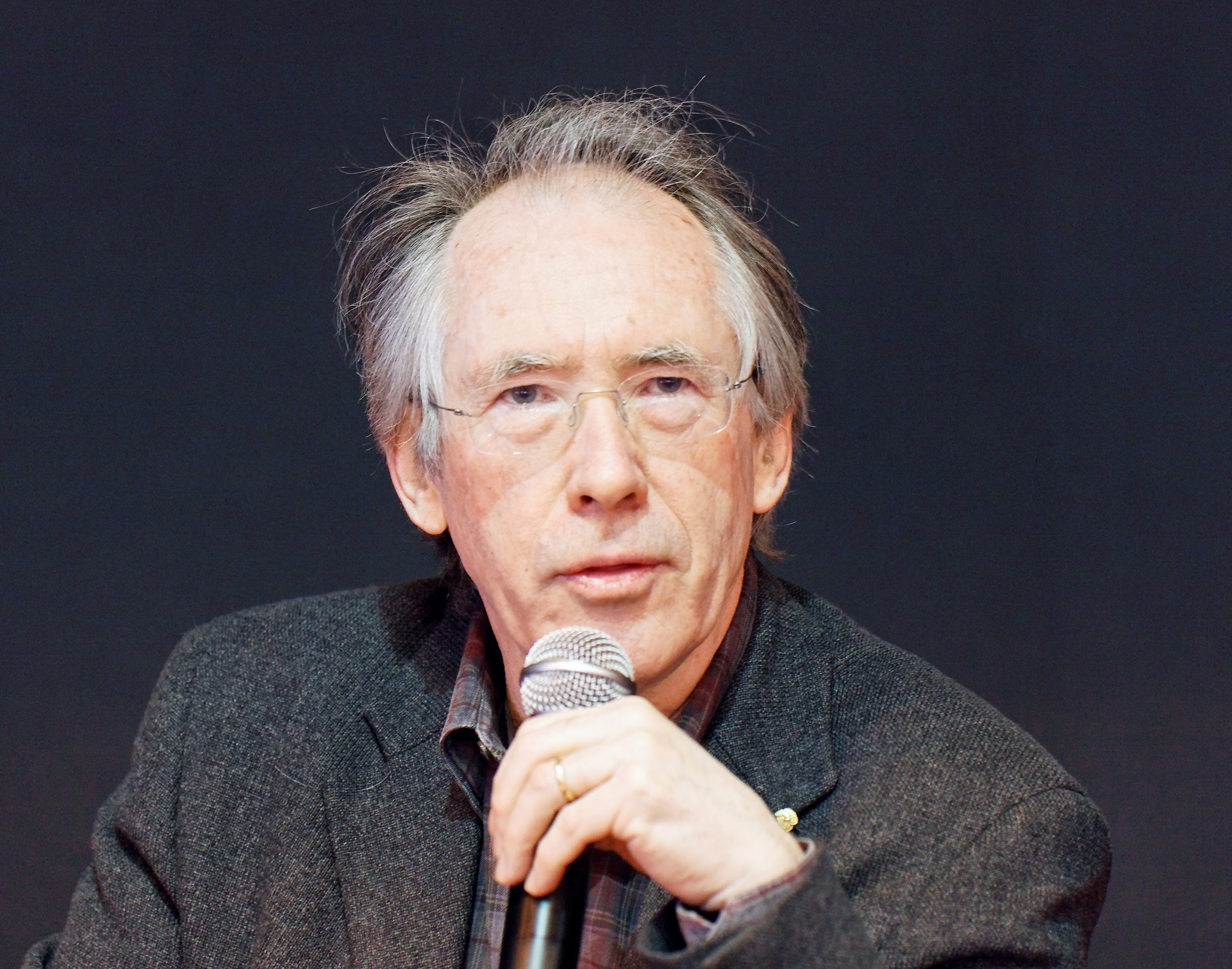
Der Film basiert auf dem Roman The Children Act von Ian McEwan

Der Film basiert auf einem gleichnamigen Roman von Ian McEwan, der diesen auch für den Film adaptierte. Darin behandelt er eindringlich den Wertekonflikt zwischen weltlichem und religiösem Recht und gibt nebenbei Einblicke in die britische Gerichtsbarkeit, so eine Beschreibung von MDR Kultur: „Überzeugend mischt McEwan Fakten und Fiktion – nach eigenen Angaben liegt ein authentischer Fall der Geschichte zu Grunde. In klarer, präziser Sprache und mit zartem Sarkasmus schildert Ian McEwan, wie das Leben der sonst so nüchternen Juristin durch persönliche wie berufliche Krisen vorübergehend aus den Fugen gerät.“ McEwan wurde als Sohn eines Berufssoldaten geboren und wuchs teilweise in Singapur und Libyen auf. Seinen größten Erfolg als Schriftsteller konnte er 2001 mit dem Roman Abbitte (Originaltitel Atonement) feiern, der ebenfalls verfilmt wurde. McEwan ist Mitglied der Royal Society of Literature, der Royal Society of Arts und der American Academy of Arts and Sciences.
Regie führte Richard Eyre. Die Schauspielerin Emma Thompson übernahm die Rolle der Richterin Fiona Maye, Stanley Tucci spielt ihren Ehemann Jack. Fionn Whitehead ist in der Rolle von Adam zu sehen, Ben Chaplin in der Rolle seines Vaters Kevin Henry.
Die deutsche Synchronisation entstand nach einem Dialogbuch und der Dialogregie von Antonia Ganz im Auftrag der Splendid Synchron GmbH, Berlin. Monica Bielenstein spricht in der deutschen Fassung Fiona Maye, Lutz Mackensy ihren Ehemann Jack, Sebastian Fitzner den jungen Adam Henry und Torsten Michaelis dessen Vater Kevin Henry.
Die Dreharbeiten wurden im Herbst 2016 begonnen und am 8. Dezember 2016 beendet. Unter anderem fanden sie in London statt, so im Gebäude der Royal Courts of Justice. Die Filmmusik wurde von Stephen Warbeck komponiert.
Der Film feierte am 9. September 2017 im Rahmen des Toronto International Film Festivals seine Weltpremiere, wo er in der offiziellen Auswahl bei den Special Presentations gezeigt wurde. Anfang Juni 2018 wurde ein erster Trailer zum Film vorgestellt. Im Juni 2018 wurde der Film beim Nantucket Film Festival gezeigt. Im Juni und Juli 2018 wurde er beim Filmfest München in der Sektion Spotlight gezeigt. Dort wurde Hauptdarstellerin Emma Thompson zudem mit einem CineMerit Award für ihre Verdienste um das Kino geehrt. Am 30. August 2018 kam der Film in die deutschen Kinos. Ein Kinostart im Vereinigten Königreich war am darauffolgenden Tag geplant. Ebenfalls im August 2018 wurde der Film beim Melbourne International Film Festival gezeigt. Am 14. September 2018 startete der Film in einem ausgewählten US-Kino.

## Rezeption

### Altersfreigabe
In den USA erhielt der Film von der MPAA ein R-Rating, was einer Freigabe ab 17 Jahren entspricht. In Deutschland ist der Film FSK 12.

### Kritiken
Der Film wurde von 74 Prozent der bei Rotten Tomatoes erfassten Kritiker positiv bewertet und erzielte auf Metacritic einen Score von 62 (Stand: 17. April 2020).

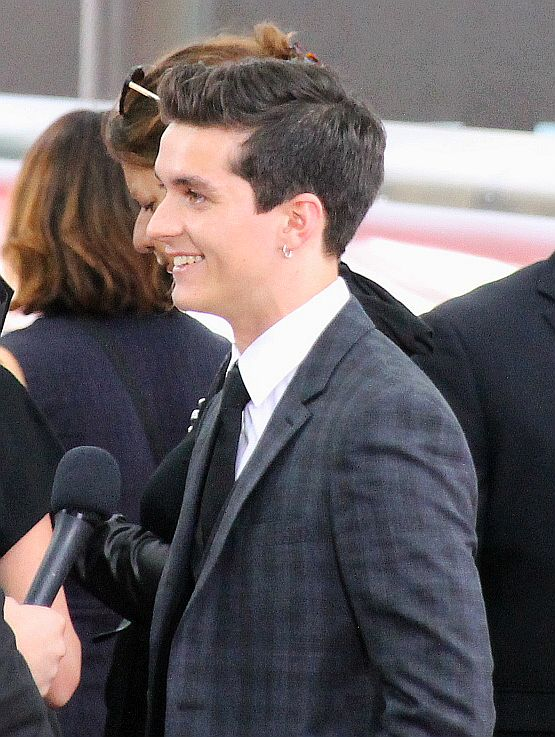
Fionn Whitehead, hier wenige Monate nach Beendigung der Dreharbeiten, spielt im Film den minderjährigen Zeugen Jehovas Adam

Stephen Farber von The Hollywood Reporter sagt, die beiden zentralen Rollen hätten kaum besser besetzt werden können, und Emma Thompson arbeite im Film mit einer bemerkenswerten Subtilität. Stefan Turiak von PC Games findet, dass „dank der formidablen Darstellung von Thompson und Stanley Tucci sowie dem großartigen Newcomer Fionn Whitehead“ aus dem Drama ein „äußerst sehenswertes Porträt über Gesetz und Religion in einer modernen Gesellschaft“ werde.
Gerhard Midding von epd Film meint, es sei Richard Eyres zivilisiertes Erzähltemperament, das den Aufruhr seiner Figuren mit Taktgefühl umfängt: „Einen Hauch von Sinnlichkeit lässt Eyre zu: Es ist ein schönes Charakterdetail, wenn Fiona in ihrer Wohnung stets barfuß geht. Als Regisseur gehört er jener Schule an, die zuvorderst die Leistung der anderen zur Geltung bringen will, der Darsteller, Kostüm- und Szenenbildner. Er weiß ihre Könnerschaft raffiniert zu drapieren. Aber er ist auch empfänglich für das Timbre eines Augenblicks.“
Von der Deutschen Film- und Medienbewertung wurde der Film mit dem Prädikat besonders wertvoll versehen. In der Begründung heißt es: „Richard Eyres geradezu klassisch inszeniertes Melodram ist handwerklich auf höchstem Niveau und vermittelt das tragische Geschehen mit bestechender Eleganz. Fast nebenbei bietet der Film eine präzise Milieubeschreibung über eine privilegierte Schicht und ihre mühsamen Gesellschaftsübungen. Im Zentrum aber steht die darstellerische Leistung der Schauspieler, allen vorweg Emma Thompson und Stanley Tucci. Der Film verlässt sich weniger auf seinen geradlinigen Plot als auf die Kraft der Bilder, Gesten und Klänge. Existenzielle Probleme werden so stets emotional plausibel erzählt, auch wenn die Musik genretypisch auf große Gefühle setzt: Eyres bietet visuelles und auditives Erzählen auf beispielhaftem Niveau.“

### Einsatz im Schulunterricht
Kirsten Taylor von Vision Kino sieht einen möglichen Einsatz des Films in den Unterrichtsfächern Ethik, Recht, Religion, Englisch und Deutsch. Mögliche Anknüpfungspunkte für die pädagogische Arbeit seien die ethischen und juristischen Fragen, die im Film aufkommen. Weiterführend biete sich auch eine Auseinandersetzung mit dem deutschen Familienrecht und dessen Leitsätzen an.

### Auszeichnungen
Den norske filmfestivalen 2018
- Auszeichnung mit dem Andreas Award (Richard Eyre)[20]